# علی عباس رضازاده
علی عباس رضازاده (به ترکی آذربایجانی: Əliabbas Rzazadə،  زادهٔ ۱ ژانویهٔ ۱۹۹۸) یک کشتی‌گیر آزادکار اهل کشور جمهوری آذربایجان است.پدر وی ایرانی و اصالتا اهل استان کرمان و مادر وی ایرانی اهل آستارا ، گیلان است.  وی سابقه حضور در المپیک ۲۰۲۴ پاریس را دارد. 